# Coupe du Président du Championnat du monde masculin de handball 2009
Cet article détaille les matchs de la Coupe du président du Championnat du monde masculin de handball 2009, organisé au Croatie du 16 janvier au 1er février 2009.
Elle regroupe les équipes classées quatrièmes, cinquièmes et sixièmes des groupes du tour préliminaire dans le but de les classer de la 13e place à la 24e et dernière place.

## Modalités
Les douze équipes sont réparties dans deux groupes. Les équipes issues d'un même groupe du tour préliminaire conservent les résultats obtenus.
Les deux premiers s’affrontent pour la 13e place, les deuxièmes pour la 15e place, les troisièmes pour la 17e place, les quatrièmes pour la 19e place, les cinquièmes pour la 21e place et les sixièmes pour la 23e place.

## Groupe PC I (Pula)
|   | Équipe    | Pts | J | G | N | P | Bp  | Bc  | Diff |
| - | --------- | --- | - | - | - | - | --- | --- | ---- |
| 1 | Espagne   | 10  | 5 | 5 | 0 | 0 | 205 | 98  | 107  |
| 2 | Roumanie  | 8   | 5 | 4 | 0 | 1 | 175 | 141 | 34   |
| 3 | Argentine | 6   | 5 | 3 | 0 | 2 | 137 | 125 | 12   |
| 4 | Cuba      | 4   | 5 | 2 | 0 | 3 | 124 | 154 | -30  |
| 5 | Koweït    | 2   | 5 | 1 | 0 | 4 | 119 | 157 | -38  |
| 6 | Australie | 0   | 5 | 0 | 0 | 5 | 87  | 172 | -85  |

### Journée 1
| 24 janvier 2009 15h00 CET | Argentine  | 26 - 25   | Koweït        | Centre sportif Mate Parlov, Pula Affluence : 500 Arbitrage : Opava, Valek |
| 24 janvier 2009 15h00 CET | Migueles 5 | (12 - 12) | Abdul-Redha 6 | Centre sportif Mate Parlov, Pula Affluence : 500 Arbitrage : Opava, Valek |
| 24 janvier 2009 15h00 CET | ×2 ×4      | Rapport   | ×2 ×4         | Centre sportif Mate Parlov, Pula Affluence : 500 Arbitrage : Opava, Valek |

| 24 janvier 2009 17h00 CET | Australie           | 10 - 42  | Espagne  | Centre sportif Mate Parlov, Pula Affluence : 1 200 Arbitrage : El-Moamli, Shaaban |
| 24 janvier 2009 17h00 CET | Fletcher, Subotic 3 | (6 - 18) | Ugalde 9 | Centre sportif Mate Parlov, Pula Affluence : 1 200 Arbitrage : El-Moamli, Shaaban |
| 24 janvier 2009 17h00 CET | ×4                  | Rapport  | ×3       | Centre sportif Mate Parlov, Pula Affluence : 1 200 Arbitrage : El-Moamli, Shaaban |

| 24 janvier 2009 19h00 CET | Roumanie   | 39 - 28   | Cuba            | Centre sportif Mate Parlov, Pula Affluence : 1 000 Arbitrage : Nilson Aires, Aparecido |
| 24 janvier 2009 19h00 CET | Ghionea 12 | (21 - 15) | Turino, Carol 6 | Centre sportif Mate Parlov, Pula Affluence : 1 000 Arbitrage : Nilson Aires, Aparecido |
| 24 janvier 2009 19h00 CET | ×3 ×1      | Rapport   | ×3 ×5           | Centre sportif Mate Parlov, Pula Affluence : 1 000 Arbitrage : Nilson Aires, Aparecido |

### Journée 2
| 25 janvier 2009 15h00 CET | Espagne  | 31 - 19   | Argentine   | Centre sportif Mate Parlov, Pula Affluence : 1 600 Arbitrage : El-Moamli, Shaaban |
| 25 janvier 2009 15h00 CET | García 6 | (15 - 11) | Viscovich 5 | Centre sportif Mate Parlov, Pula Affluence : 1 600 Arbitrage : El-Moamli, Shaaban |
| 25 janvier 2009 15h00 CET | ×3 ×4 ×1 | Rapport   | ×3          | Centre sportif Mate Parlov, Pula Affluence : 1 600 Arbitrage : El-Moamli, Shaaban |

| 25 janvier 2009 17h00 CET | Koweït                     | 27 - 34   | Roumanie  | Centre sportif Mate Parlov, Pula Affluence : 1 000 Arbitrage : Nilson Aires, Aparecido |
| 25 janvier 2009 17h00 CET | Al-Qallaf, Al-Gharaballi 5 | (12 - 16) | Ghionea 8 | Centre sportif Mate Parlov, Pula Affluence : 1 000 Arbitrage : Nilson Aires, Aparecido |
| 25 janvier 2009 17h00 CET | ×3 ×2                      | Rapport   | ×2 ×3     | Centre sportif Mate Parlov, Pula Affluence : 1 000 Arbitrage : Nilson Aires, Aparecido |

| 25 janvier 2009 19h00 CET | Cuba   | 27 - 17  | Australie  | Centre sportif Mate Parlov, Pula Affluence : 500 Arbitrage : Gubica, Milošević |
| 25 janvier 2009 19h00 CET | Diaz 5 | (14 - 6) | Fletcher 6 | Centre sportif Mate Parlov, Pula Affluence : 500 Arbitrage : Gubica, Milošević |
| 25 janvier 2009 19h00 CET | ×3     | Rapport  | ×3         | Centre sportif Mate Parlov, Pula Affluence : 500 Arbitrage : Gubica, Milošević |

### Journée 3
| 26 janvier 2009 15h00 CET | Australie  | 24 - 27   | Koweït          | Centre sportif Mate Parlov, Pula Affluence : 200 Arbitrage : Nilson Aires, Aparecido |
| 26 janvier 2009 15h00 CET | Blondell 7 | (10 - 14) | F. Al-Shamari 7 | Centre sportif Mate Parlov, Pula Affluence : 200 Arbitrage : Nilson Aires, Aparecido |
| 26 janvier 2009 15h00 CET | ×4         | Rapport   | ×3 ×2           | Centre sportif Mate Parlov, Pula Affluence : 200 Arbitrage : Nilson Aires, Aparecido |

| 26 janvier 2009 17h00 CET | Argentine | 30 - 23   | Cuba    | Centre sportif Mate Parlov, Pula Affluence : 500 Arbitrage : El-Moamli, Shaaban |
| 26 janvier 2009 17h00 CET | Pizarro 8 | (16 - 15) | Carol 6 | Centre sportif Mate Parlov, Pula Affluence : 500 Arbitrage : El-Moamli, Shaaban |
| 26 janvier 2009 17h00 CET | ×3 ×6     | Rapport   | ×3 ×6   | Centre sportif Mate Parlov, Pula Affluence : 500 Arbitrage : El-Moamli, Shaaban |

| 26 janvier 2009 19h00 CET | Roumanie  | 32 - 40   | Espagne  | Centre sportif Mate Parlov, Pula Affluence : 2 500 Arbitrage : Stanojević, Višekruna |
| 26 janvier 2009 19h00 CET | Ghionea 7 | (16 - 19) | Ugalde 9 | Centre sportif Mate Parlov, Pula Affluence : 2 500 Arbitrage : Stanojević, Višekruna |
| 26 janvier 2009 19h00 CET | ×3        | Rapport   | ×3 ×4    | Centre sportif Mate Parlov, Pula Affluence : 2 500 Arbitrage : Stanojević, Višekruna |

## Groupe PC II (Poreč)
|   | Équipe          | Pts | J | G | N | P | Bp  | Bc  | Diff |
| - | --------------- | --- | - | - | - | - | --- | --- | ---- |
| 1 | Égypte          | 8   | 5 | 4 | 0 | 1 | 135 | 125 | 10   |
| 2 | Russie          | 8   | 5 | 4 | 0 | 1 | 151 | 127 | 24   |
| 3 | Tunisie         | 6   | 5 | 3 | 0 | 2 | 159 | 146 | 13   |
| 4 | Algérie         | 6   | 5 | 3 | 0 | 2 | 140 | 142 | -2   |
| 5 | Brésil          | 2   | 5 | 1 | 0 | 4 | 131 | 137 | -6   |
| 6 | Arabie saoudite | 0   | 5 | 0 | 0 | 5 | 105 | 144 | -39  |

### Journée 1
| 24 janvier 2009 16h00 CET | Tunisie | 28 - 21  | Arabie saoudite | Centre sportif Žatika, Poreč Affluence : 300 Arbitrage : Gatelis, Mazeika |
| 24 janvier 2009 16h00 CET | Ayed 5  | (12 - 8) | B. Al-Harbi 5   | Centre sportif Žatika, Poreč Affluence : 300 Arbitrage : Gatelis, Mazeika |
| 24 janvier 2009 16h00 CET | ×3      | Rapport  | ×3              | Centre sportif Žatika, Poreč Affluence : 300 Arbitrage : Gatelis, Mazeika |

| 24 janvier 2009 18h00 CET | Algérie   | 28 - 22  | Égypte    | Centre sportif Žatika, Poreč Affluence : 300 Arbitrage : Stanojević, Višekruna |
| 24 janvier 2009 18h00 CET | Berriah 7 | (12 - 7) | Hussein 6 | Centre sportif Žatika, Poreč Affluence : 300 Arbitrage : Stanojević, Višekruna |
| 24 janvier 2009 18h00 CET | ×3        | Rapport  | ×2        | Centre sportif Žatika, Poreč Affluence : 300 Arbitrage : Stanojević, Višekruna |

| Algérie                  |    |                    |       |              |            |
|                          |    |                    |       |              |            |
| G                        | 1  | Lamine Rabir       | 15/37 |              |            |
| G                        | 16 | Samir Kerbouche    | /     |              |            |
| ARG                      | 3  | Omar Chehbour      | 2/4   |              |            |
| P                        | 5  | Aziz Benkahla      | 3/3   | Carton jaune | Suspension |
| ARG                      | 6  | Messaoud Berkous   | 3/3   |              |            |
| P                        | 7  | Hichem Boudrali    | 1/3   |              | Suspension |
| ARG                      | 8  | Tahar Labane       | 3/6   | Carton jaune |            |
| ARG                      | 9  | Yacinn Bouakaz     | 2/4   |              |            |
| ARD                      | 10 | Sassi Boultif      | 0/2   | Carton jaune |            |
| ALD                      | 11 | Messaoud Layadi    | 0/0   |              |            |
| ALG                      | 13 | Riad Chehbour      | 5/10  |              |            |
| ARG                      | 15 | Hamza Zouaoui      | 2/6   |              |            |
| ARD                      | 17 | Abderrahim Berriah | 7/9   |              |            |
|                          | 18 | Hamza Toum         | 0/0   |              | Suspension |
| Entraîneur : Kamel Akkeb |    |                    |       |              |            |

| Algérie | Statistiques   | Égypte |
| ------- | -------------- | ------ |
| 28/50   | Buts marqués   | 22/47  |
| 56 %    | % réussite     | 47 %   |
| 0/0     | Jets de 7 m    | 1/4    |
| 6 min   | Suspensions    | 4 min  |
| 3       | Cartons jaunes | 2      |
| 0       | Cartons rouges | 0      |
| 15/37   | Arrêts         | 14/42  |
| 41 %    | % d'arrêts     | 33 %   |

| Égypte                       |    |                           |       |              |            |
|                              |    |                           |       |              |            |
| G                            | 12 | Mohamed Bakir El-Nakib    | 0/1   |              |            |
| G                            | 16 | Walid Abdel Maksoud       | 14/41 |              |            |
|                              | 5  | Moustafa Hussein          | 3/3   |              |            |
|                              | 6  | Ahmed El Ahmar            | 3/8   |              |            |
|                              | 7  | Mohamed Mamdouh           | 2/2   |              | Suspension |
|                              | 9  | Amr El Kalioby            | 1/1   | Carton jaune | Suspension |
|                              | 10 | Abou Abdel Razek          | 0/3   |              |            |
|                              | 13 | Karim Osman               | 0/2   |              |            |
|                              | 14 | Hassan Mabrouk            | 0/3   |              |            |
|                              | 15 | Mohamed Hassan (handball) | 1/5   |              |            |
|                              | 18 | Hany El Fakharany         | 3/5   | Carton jaune |            |
|                              | 19 | Hassan Rabie              | 3/4   |              |            |
|                              | 20 | Hussein Hussein           | 6/11  |              |            |
|                              | 21 | Mahmoud Hassan            | /     |              |            |
| Entraîneur : Irfan Smajlagić |    |                           |       |              |            |

| 24 janvier 2009 20h00 CET | Russie    | 25 - 22  | Brésil          | Centre sportif Žatika, Poreč Affluence : 300 Arbitrage : Gubica, Milošević |
| 24 janvier 2009 20h00 CET | Dibirov 7 | (15 - 9) | Gaeta, Borges 4 | Centre sportif Žatika, Poreč Affluence : 300 Arbitrage : Gubica, Milošević |
| 24 janvier 2009 20h00 CET | ×3 ×5 ×1  | Rapport  | ×2 ×4           | Centre sportif Žatika, Poreč Affluence : 300 Arbitrage : Gubica, Milošević |

### Journée 2
| 25 janvier 2009 16h00 CET | Égypte      | 31 - 30   | Tunisie | Centre sportif Žatika, Poreč Affluence : 1 000 Arbitrage : Stanojević, Višekruna |
| 25 janvier 2009 16h00 CET | El Ahmar 11 | (15 - 14) | Ayed 9  | Centre sportif Žatika, Poreč Affluence : 1 000 Arbitrage : Stanojević, Višekruna |
| 25 janvier 2009 16h00 CET | ×3 ×6 ×1    | Rapport   | ×3 ×6   | Centre sportif Žatika, Poreč Affluence : 1 000 Arbitrage : Stanojević, Višekruna |

| 25 janvier 2009 18h00 CET | Arabie saoudite | 15 - 34  | Russie          | Centre sportif Žatika, Poreč Affluence : 1 000 Arbitrage : Opava, Valek |
| 25 janvier 2009 18h00 CET | Al-Abdulali 4   | (5 - 17) | Tchernoïvanov 8 | Centre sportif Žatika, Poreč Affluence : 1 000 Arbitrage : Opava, Valek |
| 25 janvier 2009 18h00 CET | ×3 ×2           | Rapport  | ×3 ×2           | Centre sportif Žatika, Poreč Affluence : 1 000 Arbitrage : Opava, Valek |

| 25 janvier 2009 20h00 CET | Brésil             | 28 - 29   | Algérie    | Centre sportif Žatika, Poreč Affluence : 500 Arbitrage : Gatelis, Mazeika |
| 25 janvier 2009 20h00 CET | Borges, Ferreira 8 | (15 - 10) | Boudrali 5 | Centre sportif Žatika, Poreč Affluence : 500 Arbitrage : Gatelis, Mazeika |
| 25 janvier 2009 20h00 CET | ×3 ×6              | Rapport   | ×3         | Centre sportif Žatika, Poreč Affluence : 500 Arbitrage : Gatelis, Mazeika |

| Brésil                              |    |                    |           |              |            |
|                                     |    |                    |           |              |            |
| G                                   | 1  | Maik dos Santos    | 11/39 1/1 |              |            |
| G                                   | 16 | Jaime Souza Torres | 0/1       |              |            |
|                                     | 6  | Diogo de Souza     | 0/5       |              | Suspension |
|                                     | 10 | Luis Felipe Gaeta  | 0/1       |              |            |
|                                     | 11 | Edinaldo da Silva  | 2/4       |              |            |
|                                     | 13 | Silvio Laureano    | 0/2       |              | Suspension |
|                                     | 15 | Julio Cesar Gomes  | 2/2       | Carton jaune | Suspension |
| ALG                                 | 17 | Felipe Borges      | 8/10      |              | Suspension |
|                                     | 22 | Diogenes Cruz JR   | 1/1       |              | Suspension |
|                                     | 25 | Uelinton Ferreira  | 8/14      |              |            |
|                                     | 27 | Marcelo da Silva   | /         |              |            |
|                                     | 54 | Carlos Ertel       | 1/3       | Carton jaune |            |
|                                     | 76 | Diogo Kent Hubner  | 3/4       |              | Suspension |
|                                     | 86 | Ales Abrao Silva   | 2/2       | Carton jaune |            |
| Entraîneur : Washington Nunes Silva |    |                    |           |              |            |

| Brésil | Statistiques   | Algérie |
| ------ | -------------- | ------- |
| 28/49  | Buts marqués   | 29/54   |
| 57 %   | % réussite     | 54 %    |
| 0/0    | Jets de 7 m    | 2/2     |
| 12 min | Suspensions    | 6 min   |
| 3      | Cartons jaunes | 3       |
| 0      | Cartons rouges | 0       |
| 11/40  | Arrêts         | 8/36    |
| 28 %   | % d'arrêts     | 22 %    |

| Algérie                  |    |                    |      |              |            |
|                          |    |                    |      |              |            |
| G                        | 1  | Lamine Rabir       | 3/14 |              |            |
| G                        | 16 | Samir Kerbouche    | 5/22 |              |            |
| ARG                      | 3  | Omar Chehbour      | 4/5  |              |            |
| P                        | 5  | Aziz Benkahla      | 2/3  | Carton jaune | Suspension |
| ARG                      | 6  | Messaoud Berkous   | 1/1  |              |            |
| P                        | 7  | Hichem Boudrali    | 5/5  |              |            |
| ARG                      | 8  | Tahar Labane       | 1/5  |              | Suspension |
| ARG                      | 9  | Yacinn Bouakaz     | 1/3  |              |            |
| ARD                      | 10 | Sassi Boultif      | 1/3  | Carton jaune |            |
| ALD                      | 11 | Messaoud Layadi    | 3/5  |              |            |
| ALG                      | 13 | Riad Chehbour      | 4/10 |              | Suspension |
| ALD                      | 15 | Rabah Soudani      | 3/3  | Carton jaune |            |
| ARD                      | 17 | Abderrahim Berriah | 3/7  |              |            |
| DC                       | 20 | Sid Ali Yahia      | 1/4  |              |            |
| Entraîneur : Kamel Akkeb |    |                    |      |              |            |

### Journée 3
| 26 janvier 2009 16h00 CET | Algérie   | 30 - 27   | Arabie saoudite | Centre sportif Žatika, Poreč Affluence : 500 Arbitrage : Gubica, Milošević |
| 26 janvier 2009 16h00 CET | Soudani 8 | (14 - 12) | B. Al-Harbi 13  | Centre sportif Žatika, Poreč Affluence : 500 Arbitrage : Gubica, Milošević |
| 26 janvier 2009 16h00 CET | ×3 ×2     | Rapport   | ×3 ×4           | Centre sportif Žatika, Poreč Affluence : 500 Arbitrage : Gubica, Milošević |

| Algérie                  |    |                    |      |              |            |
|                          |    |                    |      |              |            |
| G                        | 1  | Lamine Rabir       | 6/21 |              |            |
| G                        | 16 | Samir Kerbouche    | 4/16 |              |            |
| ARG                      | 3  | Omar Chehbour      | 3/5  |              |            |
| P                        | 5  | Aziz Benkahla      | 4/5  | Carton jaune | Suspension |
| ARG                      | 6  | Messaoud Berkous   | 3/5  |              |            |
| P                        | 7  | Hichem Boudrali    | 2/2  | Carton jaune |            |
| ARG                      | 8  | Tahar Labane       | 0/4  | Carton jaune |            |
| ARG                      | 9  | Yacinn Bouakaz     | 5/10 |              | Suspension |
| ARD                      | 10 | Sassi Boultif      | /    |              |            |
| ALG                      | 13 | Riad Chehbour      | 0/2  |              |            |
| ARG                      | 14 | Hamza Zouaoui      | 1/1  |              |            |
| ALD                      | 15 | Rabah Soudani      | 8/8  |              |            |
| ARD                      | 17 | Abderrahim Berriah | 3/7  |              |            |
| DC                       | 20 | Sid Ali Yahia      | 1/1  |              |            |
| Entraîneur : Kamel Akkeb |    |                    |      |              |            |

| Algérie | Statistiques   | Arabie saoudite |
| ------- | -------------- | --------------- |
| 30/50   | Buts marqués   | 27/46           |
| 60 %    | % réussite     | 59 %            |
| 2/4     | Jets de 7 m    | 4/4             |
| 4 min   | Suspensions    | 8 min           |
| 3       | Cartons jaunes | 3               |
| 0       | Cartons rouges | 0               |
| 10/37   | Arrêts         | 11/41           |
| 27 %    | % d'arrêts     | 27 %            |

| Arabie saoudite          |    |                     |       |              |                         |
|                          |    |                     |       |              |                         |
| G                        | 12 | Manaf Alsaeed       | 7/21  |              |                         |
| G                        | 21 | Abdullah Alabdalali | 4/20  |              |                         |
|                          | 3  | Hisham Alobaidi     | 0/2   |              |                         |
|                          | 4  | Qusai Alsaeed       | /     | Carton jaune |                         |
|                          | 6  | Yasser Shakhor      | 4/5   |              |                         |
|                          | 7  | Ahmad Alabdulali    | 3/5   |              |                         |
|                          | 9  | Faisal Alflati      | 0/1   |              |                         |
|                          | 10 | Mahdi Alsalem       | 3/5   |              | Suspension              |
|                          | 13 | Mustafa Alhabib     | 0/4   | Carton jaune |                         |
|                          | 17 | Ghazi Alharbi       | 1/2   |              |                         |
|                          | 18 | Ahmed Alharbi       | /     |              | Suspension              |
|                          | 19 | Bandar Alharbi      | 13/18 | Carton jaune | Suspension · Suspension |
|                          | 20 | Turki Alenbaawi     | /     |              |                         |
|                          | 23 | Ahmed Alanbawi      | 3/4   |              |                         |
| Entraîneur : Sayed Ayari |    |                     |       |              |                         |

| 26 janvier 2009 18h00 CET | Tunisie  | 34 - 33   | Brésil             | Centre sportif Žatika, Poreč Affluence : 500 Arbitrage : Gatelis, Mazeika |
| 26 janvier 2009 18h00 CET | Touati 6 | (18 - 16) | Borges, Ferreira 9 | Centre sportif Žatika, Poreč Affluence : 500 Arbitrage : Gatelis, Mazeika |
| 26 janvier 2009 18h00 CET | ×3       | Rapport   | ×4 ×6              | Centre sportif Žatika, Poreč Affluence : 500 Arbitrage : Gatelis, Mazeika |

| 26 janvier 2009 20h00 CET | Russie      | 27 - 31   | Égypte            | Centre sportif Žatika, Poreč Affluence : 1 000 Arbitrage : Opava, Valek |
| 26 janvier 2009 20h00 CET | Igropoulo 8 | (12 - 16) | El Ahmar, Rabie 8 | Centre sportif Žatika, Poreč Affluence : 1 000 Arbitrage : Opava, Valek |
| 26 janvier 2009 20h00 CET | ×3 ×8 ×1    | Rapport   | ×3 ×5             | Centre sportif Žatika, Poreč Affluence : 1 000 Arbitrage : Opava, Valek |

## Matchs de classement13eà24eplace

### Match pour la13e
| 27 janvier 2009 20h00 CET | Espagne    | 28 - 24   | Égypte   | Centre sportif Žatika, Poreč Affluence : 1 000 Arbitrage : Stanojević, Višekruna |
| 27 janvier 2009 20h00 CET | Cañellas 9 | (15 - 10) | Hassan 7 | Centre sportif Žatika, Poreč Affluence : 1 000 Arbitrage : Stanojević, Višekruna |
| 27 janvier 2009 20h00 CET | ×3 ×2      | Rapport   | ×3 ×4    | Centre sportif Žatika, Poreč Affluence : 1 000 Arbitrage : Stanojević, Višekruna |

### Match pour la15e
| 27 janvier 2009 19h00 CET | Roumanie   | 42 - 38   | Russie     | Centre sportif Žatika, Poreč Affluence : 750 Arbitrage : Gatelis, Mazeika |
| 27 janvier 2009 19h00 CET | Irimescu 8 | (25 - 21) | Dibirov 12 | Centre sportif Žatika, Poreč Affluence : 750 Arbitrage : Gatelis, Mazeika |
| 27 janvier 2009 19h00 CET | ×3 ×6      | Rapport   | ×3 ×6      | Centre sportif Žatika, Poreč Affluence : 750 Arbitrage : Gatelis, Mazeika |

### Match pour la17e
| 27 janvier 2009 18h00 CET | Argentine  | 23 - 29   | Tunisie          | Centre sportif Žatika, Poreč Affluence : 500 Arbitrage : Opava, Valek |
| 27 janvier 2009 18h00 CET | Migueles 5 | (13 - 14) | Gharbi, Kraiem 6 | Centre sportif Žatika, Poreč Affluence : 500 Arbitrage : Opava, Valek |
| 27 janvier 2009 18h00 CET | ×3 ×4      | Rapport   | ×3 ×4            | Centre sportif Žatika, Poreč Affluence : 500 Arbitrage : Opava, Valek |

### Match pour la19e
| 27 janvier 2009 17h00 CET | Cuba     | 27 - 34   | Algérie                      | Centre sportif Mate Parlov, Pula Affluence : 350 Arbitrage : Gubica, Milošević |
| 27 janvier 2009 17h00 CET | Turino 8 | (15 - 18) | Chehbour, Soudani, Berriah 6 | Centre sportif Mate Parlov, Pula Affluence : 350 Arbitrage : Gubica, Milošević |
| 27 janvier 2009 17h00 CET | ×3 ×4    | Rapport   | ×4 ×7                        | Centre sportif Mate Parlov, Pula Affluence : 350 Arbitrage : Gubica, Milošević |

| Cuba                                |    |                           |       |              |            |
|                                     |    |                           |       |              |            |
| G                                   | 1  | Alfredo Quintana Bravo    | 4/12  |              |            |
| G                                   | 12 | Misael Iglesia Povea      | 15/41 |              |            |
|                                     | 2  | Raifer Turino Noa         | 8/11  |              |            |
|                                     | 3  | Darian Rodriguez Chapotin | 0/2   |              |            |
|                                     | 4  | Edgar Marti Diaz          | 0/4   | Carton jaune |            |
|                                     | 5  | Randy Diaz de Armas       | 5/8   | Carton jaune |            |
|                                     | 7  | Denis Fernandez Lescaylli | /     |              |            |
|                                     | 8  | Yoel Cuni Morales         | 3/5   | Carton jaune | Suspension |
|                                     | 10 | Yailan Echavarria Del Sol | /     |              |            |
|                                     | 13 | Frankis Carol Marzo       | 5/10  |              | Suspension |
|                                     | 14 | Yinkely Tomasen Carmona   | 2/4   |              | Suspension |
|                                     | 15 | Daimaro Amador Salina     | /     |              |            |
|                                     | 17 | Noelbis Robles Reve       | 4/4   |              | Suspension |
|                                     | 18 | Yosdany Rios              | 0/4   |              |            |
| Entraîneur : Carlos Carrete Galindo |    |                           |       |              |            |

| Cuba  | Statistiques   | Algérie |
| ----- | -------------- | ------- |
| 27/52 | Buts marqués   | 34/60   |
| 52 %  | % réussite     | 57 %    |
| 1/4   | Jets de 7 m    | 3/6     |
| 8 min | Suspensions    | 14 min  |
| 3     | Cartons jaunes | 4       |
| 0     | Cartons rouges | 0       |
| 19/53 | Arrêts         | 15/42   |
| 36 %  | % d'arrêts     | 36 %    |

| Algérie                  |    |                    |       |              |                         |
|                          |    |                    |       |              |                         |
| G                        | 1  | Lamine Rabir       | /     |              |                         |
| G                        | 16 | Samir Kerbouche    | 15/42 |              |                         |
| ARG                      | 3  | Omar Chehbour      | 3/7   |              | Suspension              |
| P                        | 5  | Aziz Benkahla      | 0/0   |              | Suspension · Suspension |
| ARG                      | 6  | Messaoud Berkous   | 2/5   |              |                         |
| P                        | 7  | Hichem Boudrali    | 4/4   |              | Suspension · Suspension |
| ARG                      | 8  | Tahar Labane       | 0/0   |              | Suspension              |
| ARG                      | 9  | Yacinn Bouakaz     | 2/4   |              |                         |
| ARD                      | 10 | Sassi Boultif      | 2/3   | Carton jaune |                         |
| ALD                      | 11 | Messaoud Layadi    | 0/0   |              |                         |
| ALG                      | 13 | Riad Chehbour      | 6/11  |              |                         |
| ALD                      | 15 | Rabah Soudani      | 6/11  | Carton jaune | Suspension              |
| ARD                      | 17 | Abderrahim Berriah | 6/8   |              |                         |
| DC                       | 20 | Sid Ali Yahia      | 3/6   | Carton jaune |                         |
| Entraîneur : Kamel Akkeb |    |                    |       |              |                         |

### Match pour la21e
| 27 janvier 2009 16h00 CET | Koweït          | 24 - 27   | Brésil    | Centre sportif Mate Parlov, Pula Affluence : 200 Arbitrage : El-Moamli, Shaaban |
| 27 janvier 2009 16h00 CET | Al-Gharaballi 8 | (12 - 13) | Borges 11 | Centre sportif Mate Parlov, Pula Affluence : 200 Arbitrage : El-Moamli, Shaaban |
| 27 janvier 2009 16h00 CET | ×4 ×2           | Rapport   | ×3        | Centre sportif Mate Parlov, Pula Affluence : 200 Arbitrage : El-Moamli, Shaaban |

### Match pour la23e
| 27 janvier 2009 15h00 CET | Australie  | 19 - 23   | Arabie saoudite | Centre sportif Mate Parlov, Pula Affluence : 300 Arbitrage : Nilson Aires, Aparecido |
| 27 janvier 2009 15h00 CET | Fletcher 6 | (11 - 15) | B. Al-Harbi 6   | Centre sportif Mate Parlov, Pula Affluence : 300 Arbitrage : Nilson Aires, Aparecido |
| 27 janvier 2009 15h00 CET | ×3 ×5      | Rapport   | ×3 ×4           | Centre sportif Mate Parlov, Pula Affluence : 300 Arbitrage : Nilson Aires, Aparecido |